# Charles Galibert
Pour les articles homonymes, voir Galibert.
Pierre Charles Christophe Galibert est un compositeur français, né le 8 août 1826 à Perpignan et mort le 7 août 1858 à Paris.

## Biographie
Originaire de Salins-les-Bains, dans le Jura, Charles Galibert intègre en mars 1845 le Conservatoire national de musique et de déclamation à Paris, où il aura plus tard pour condisciple Camille Saint-Saëns.
En 1851, sa cantate Le Prisonnier lui vaut le premier second prix du Prix de Rome en composition musicale, qu'il décrochera finalement en tant que lauréat du grand prix en 1853, avec une autre cantate, les Rochers d’Appenzell, sur un texte d’Édouard Monnais.
Il séjourne à la villa Médicis de février 1854 à décembre 1856, et regagne Paris en 1857. Il compose alors Après l’orage, un proverbe lyrique en un acte sur un poème d’Henry Boisseaux, qui connaît un immense succès au théâtre des Bouffes-Parisiens. La critique salue alors en Charles Galibert un talent très prometteur, comme déjà quelques mois auparavant, lorsqu'il dirigeait l'orchestre de l'inauguration de l'établissement thermal de Salins-les-Bains.
Charles Galibert voit sa carrière abrégée, puisqu'il meurt la veille de ses 32 ans.

## Œuvres
De sa production musicale, sont conservés :
- Le Prisonnier, cantate (1851)
- Le retour de Virginie, cantate (1852)
- Les Rochers d’Appenzell, cantate (1853)
- Messe solennelle pour soli, chœur et orchestre (1854)[5]
- Fragments d'opéra-comique, envoi de Rome (1855)[6]
- Prière d'une mère, romance pour voix et piano, sur un texte de M. Rollet (1856)[7]
- Après l’Orage, proverbe lyrique en un acte (1857)[8]